# Tromborn

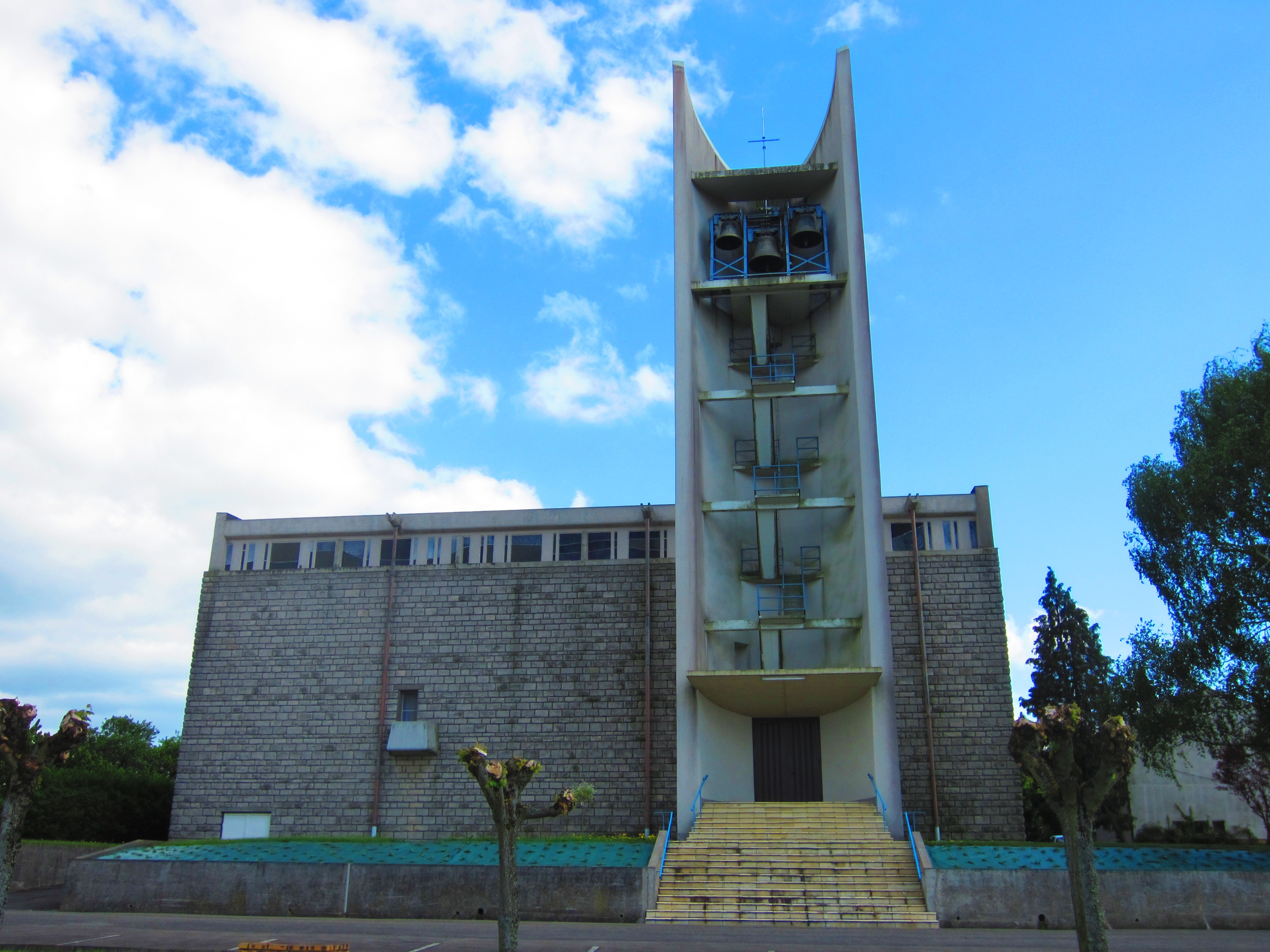
Kerk

Tromborn (Duits: Tromborren) is een gemeente in het Franse departement Moselle (regio Grand Est) en telt 296 inwoners (1999). De plaats maakt deel uit van het arrondissement Forbach-Boulay-Moselle.

## Geografie
De oppervlakte van Tromborn bedraagt 6,1 km², de bevolkingsdichtheid is 48,5 inwoners per km².
De onderstaande kaart toont de ligging van Tromborn met de belangrijkste infrastructuur en aangrenzende gemeenten.

## Demografie
Onderstaande figuur toont het verloop van het inwonertal (bron: INSEE-tellingen).